# Edward Gierek
Edward Gierek (født 6. januar 1913, død 29. juli 2001) var en polsk kommunistisk politiker. Han var leder for det polske kommunistparti PZPR mellem 1970 og 1980. 
Edward Gierek kom til magten efter Władysław Gomułka, da dennes politik førte til arbejderoprør i de polske kystbyer Gdańsk, Gdynia og Szczecin.
Giereks politik kan karakteriseres af, at landet optog høje lån for at udbygge og modernisere industrien og for øget levestandard med blandt andet øget forbrug. Industrisatsningen var ikke særlig vellykket. Produkterne holdt ofte en kvalitet, som medførte, at de ikke var gangbare i vest. Desuden skete satsningen samtidig med, at vesten indgik i en lavkonjunktur (1976).
De første år ved magten havde Gierek en vis popularitet, meget takket være hans hyppige besøg i industrien, men fra og med 1976 blev der indledet en serie arbejderoprør, som kulminerede i oprettelsen af fagforbundet Solidaritet (Solidarność) 17. september. Gierek gik af få dage før dette, 5. september.